# 狂猎

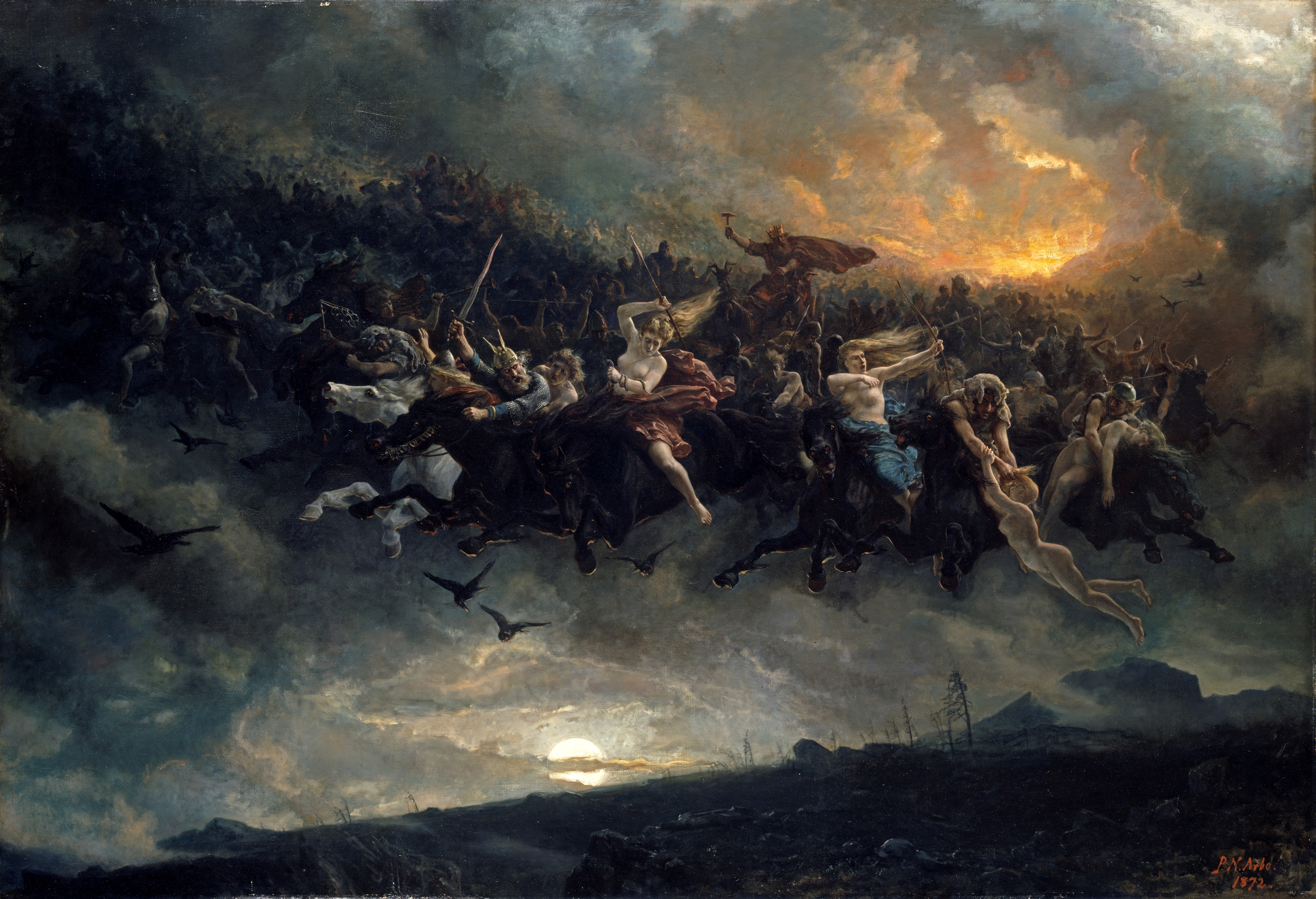
皮特·尼古拉·阿波的《阿斯加德的骑行》（Asgårdsreien）(1872)

狂猎（英語：Wild Hunt）是一个欧洲民间神话，关于一群幽灵般或超自然的猎人在野外追逐猎物。狂猎可能是精灵、仙女或死者。猎人的首领通常是与奥丁有关的一个名字（或者同一个神的其他版本）；但也有可能是一类历史或传奇人物，比如狄奧多里克大帝；或者圣经中人物，比如希律王、该隐、加布里埃尔或魔鬼；或者一个不知名的迷失的灵魂或精神。
通常狂猎的出现预示着一些灾难，比如战争或瘟疫，或者说是目击者的死亡。遭遇狂猎的人也可能被绑架到地下世界或者仙境。在某些情况下，人们相信人的灵魂会在睡眠中加入到狂猎队伍中。
这个概念是根据德国神话学家雅各布·格林（Jacob Grimm）在《德国神话学》（1835年）中发展起来的，是日耳曼异教文化的民间传说。但在整个北欧、西欧和中欧都能找到类似的民间神话。